# Модель credit-men
Модель французького вченого Ж. Де Паляна є однією з інтегральних моделей, оцінки фінансового стану  підприємства, відповідно до якої фінансова ситуація підприємства, на думку її автора, може бути точно описана показником Z-sore.

## Розрахунок
Z = 25 Х1 + 25 Х2 + 10 Х3 + 20 Х4 + 20 Х5
- Х1 — коефіцієнт швидкої ліквідності  (високоліквідні активи / поточні зобов'язання);
- Х2 — коефіцієнт кредитоспроможності (власний капітал / зобов'язання);
- Х3 — коефіцієнт іммобілізації власного капіталу  (високоліквідні активи / баланс);
- Х4 — коефіцієнт оборотності запасів (собівартість / середньорічна величина запасів);
- Х5 — коефіцієнт оборотності дебіторської заборгованості  (виручка / дебіторська заборгованість).

Коефіцієнт рівняння (25, 25, 10, 20, 20) виражає питому вагу впливу кожного показника.
Якщо Z = 100 — фінансова ситуація нормальна;
- Z > 100 — фінансова ситуація гарна;
- Z < 100 — фінансова ситуація викликає тривогу